# 雷達高度計

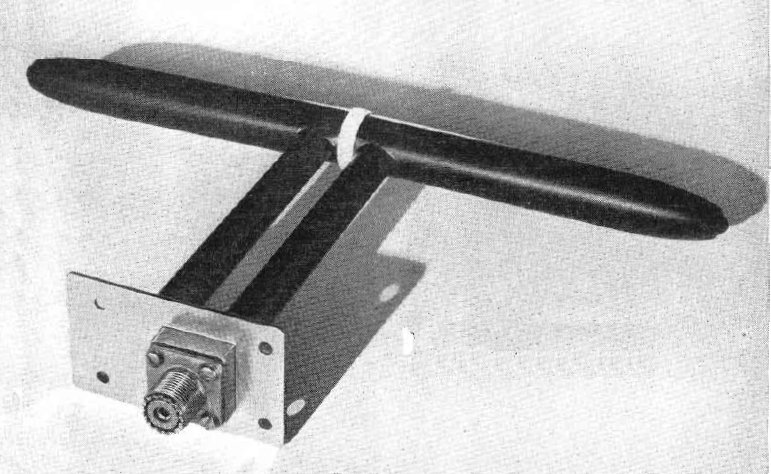
雷達高度計的UHF半波長偶极子天线

雷達高度計（radar altimeter）、電子高度計（electronic altimeter）、反射高度計（reflection altimeter）、無線電高度表（radio altimeter，RADALT）、低範圍無線電高度表（low range radio altimeter，LRRA）或簡單的RA，都是使用在飛機等航空器上測量高度，以它發射的電波從它下方的地形反射回來所需要的時間，測量飛機或太空船與下方的距離。這種類型的高度計提供天線和下方地表的直接距離，與氣壓高度計以通常的平均海平面提供的高度，在定義上是不同的。
无线电高度表（Radio Altimeter）是一种使用无线电信号测量航空器离地高度的机载设备。民用航空器上使用的无线电高度表一般为低高度无线电高度表（LRRA：Low Range Radio Altimeter），测量范围为-20到2,500英尺，通常在航空器进近和着陆阶段使用，特别是在低能见度和自动着陆的情况下。无线电高度表是近地警告系统（GPWS）的基本组成部分。
工作原理简介：
无线电高度表系统向地面发射调频连续波信号，这些信号经地面反射后被接收机接受，通过比较发射信号和接收信号的频率差得到时间差,从而计算出航空器实际的离地高度。